# Marsdenia dognyensis
Marsdenia dognyensis är en oleanderväxtart som beskrevs av André Guillaumin. Marsdenia dognyensis ingår i släktet Marsdenia och familjen oleanderväxter. Inga underarter finns listade i Catalogue of Life.